# Kassoum Ouédraogo
Kassoum Ouédraogo (Alto Volta, 12 de abril de 1966) es un exfutbolista de Burkina Faso que jugaba en la posición de delantero.

## Carrera

### Club
| Periodo   | Club               |
| --------- | ------------------ |
| 1985-1988 | EF Ouagadougou     |
| 1990-1991 | SC Eendracht Aalst |
| 1991-1993 | SV Darmstadt 98    |
| 1993-1995 | KSV Hessen Kassel  |
| 1995-1996 | FSV Frankfurt      |
| 1996-1998 | VfL Osnabrück      |
| 1998-1999 | Al Wasl FC         |

### Selección nacional
Jugó para Burkina Faso en 20 ocasiones de 1988 a 1999 y anotó cinco goles; participó en la Copa Africana de Naciones 1998 donde anotó dos goles.